# Klubi i Futbollit Vëllaznimi
El Klubi i Futbollit Vellaznimi es un Equipo/ Club de Fútbol de la Ciudad de Gjakova, Kosovo.  Juega en la Liga e Parë, la Segunda División del Kosovo. 

## Palmarés
- Superliga de Kosovo: 9

1967–68, 1968–69, 1969–70, 1970–71, 1973–74, 1979–80, 1981–82, 1985–86, 1989–90
- Copa de Kosovo: 4

1984-85, 1986-87, 1987-88, 2008-09